# Костел Серця Ісуса (Красилів)
Костел Серця Ісуса — одна з головних архітектурних пам'яток громади. Розташований у центрі міста Красилів. Костел є осередком духовного життя, в якому відбуваються важливі для міста суспільні справи — благодійність, допомога потребуючим, духовна опіка.

## Історія костелу
За інформацією схематизмів Луцько-Житомирської дієцезії 1920, 1921, 1923 і 1925 років, костел у Красилові постав ще 1767 році як філіальна каплиця, споруджена коштом місцевого власника Франциска Сапєги, яка у другому десятиріччі наступного століття була перебудована на сучасний костел завдяки його сину, Миколі Сапєзі. Завершив спорудження храму у Красилові, його оздоблення та оснащення черговий власник містечка Костянтин Чорба, зять Миколи Сапєги.
У 1820 році при костелі служив ксьондз Стефан Волошинський.
1860 р. — костел консекрований єпископом Луцько-Житомирський Каспером Боровським.
У 1876 році Красилів як філію обслуговував кульчинський вікарій о. Томаш Лещинський, якого наступного року замінив о. Фортунат Загурський.
Наприкінці XIX на початку XX ст. тодішній власник Красилова Емерик Маньковський запросив відомого польського архітектора Стефана Шиллера для розбудови палацу і здійснення реставрації костелу. За свідченнями старожилів — палац пані Маньковської, де нині розташовано професійний ліцей, було з'єднано з костелом підземним ходом, який було побудовано для безпечного відвідування храму. Однак у 60-х роках минулого століття він був частково зруйнований, тому його входи замурували.
У 1905—1910 рр. святинею опікувався вікарій о. Антоній Линевич.
У 1917 році у Красилові постала самостійна парафія св. Анни, що мала близько трьох тисяч вірян та дерев'яну філіальну каплицю у Яворівцях. З 1920 року парафія обслуговувалась отцем Казимиром Мазуром. 15 серпня 1921 року його розстріляли більшовики перед святинею (був похований на костельній території). У 1923—1925 рр. згадується наступний красилівський отець — Адольф Петкевич.
Костел функціонував до 1933 р. У 1934 році храм закрили і перетворили його на склад паливно-мастильних матеріалів.
Під час Другої світової війни костел на півтора року відновив свою роботу, але у 1947 р. його знову закрили.
У 1961 р. будівлю костелу передали районному відділу освіти, який здійснив її перебудову і розмістив Будинок піонерів.
1989 р. — парафіяни почали клопотати про відновлення костелу, богослужіння відбувались у приватних будинках та на сходах колишнього храму отцем Віктором Ткачем.
1990 р. — костел повернули католицькій громаді, настоятелем костелу став Станіслав Варденга.
У червні 1992 р. після закінчення Краківської духовної семінарії настоятелем костелу призначили о. Януша Гурал. Також в цей час служив о. Хілярій Марцін Вільк.
У 1995 році костел відвідали представники Папи Римського, які подарували фігуру Матері Божої Фатімської.
У 1996 р. настоятелем храму став Петро Куркевич, якого у 2006 р. змінив отець Збігнєв Савчук. З 2006—2011 рр. — Павло Токаж, 2011—2017 рр. — Славомир Плонський. У 2017 р. настоятелем призначений Мацей Стибурський.
У 2003 році до храму принесли літургійну чашу яка десятиліттями зберігалася на горищі приватного будинку. Священник Збігнєв Савчук відвіз її до Кракова, де чашу реставрували і позолотили. На чаші зберігся оригінальний напис «Pamiątka Prymicji ks.Ludwikowi od proboszcza Walerego z Czerniejowiec. 2.11.1914 r.» Це означає, що чашу подарували священнику в день його першої служби. Також на підставці є підпис фірми-виробника «Norblinski Warszawa Galf 1625». Чаша пережила більшовицький переворот, комуністичний терор, Другу світову війну та атеїстичні переслідування.
За роки відродження костелу побудували реколекційний будинок, реконструйовано споруду, де в минулому знаходилась пожежна охорона, проведено благоустрій прилеглої території.
З 2010 року при костелі діє місіонерська школа. При храмі є бібліотека духовної літератури.
У 2019 році перед костелом встановили скульптуру Матері Божої.

## Галерея

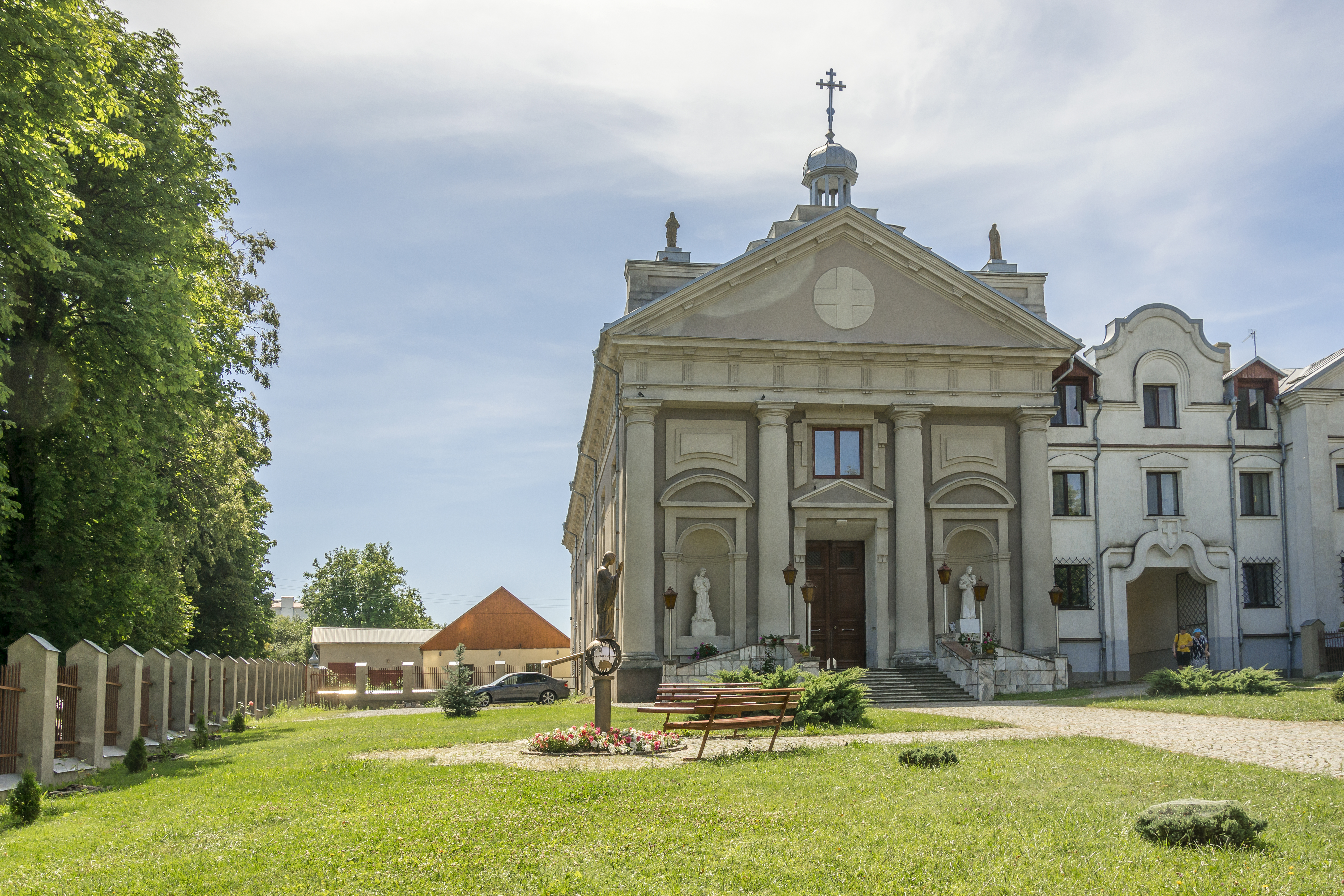
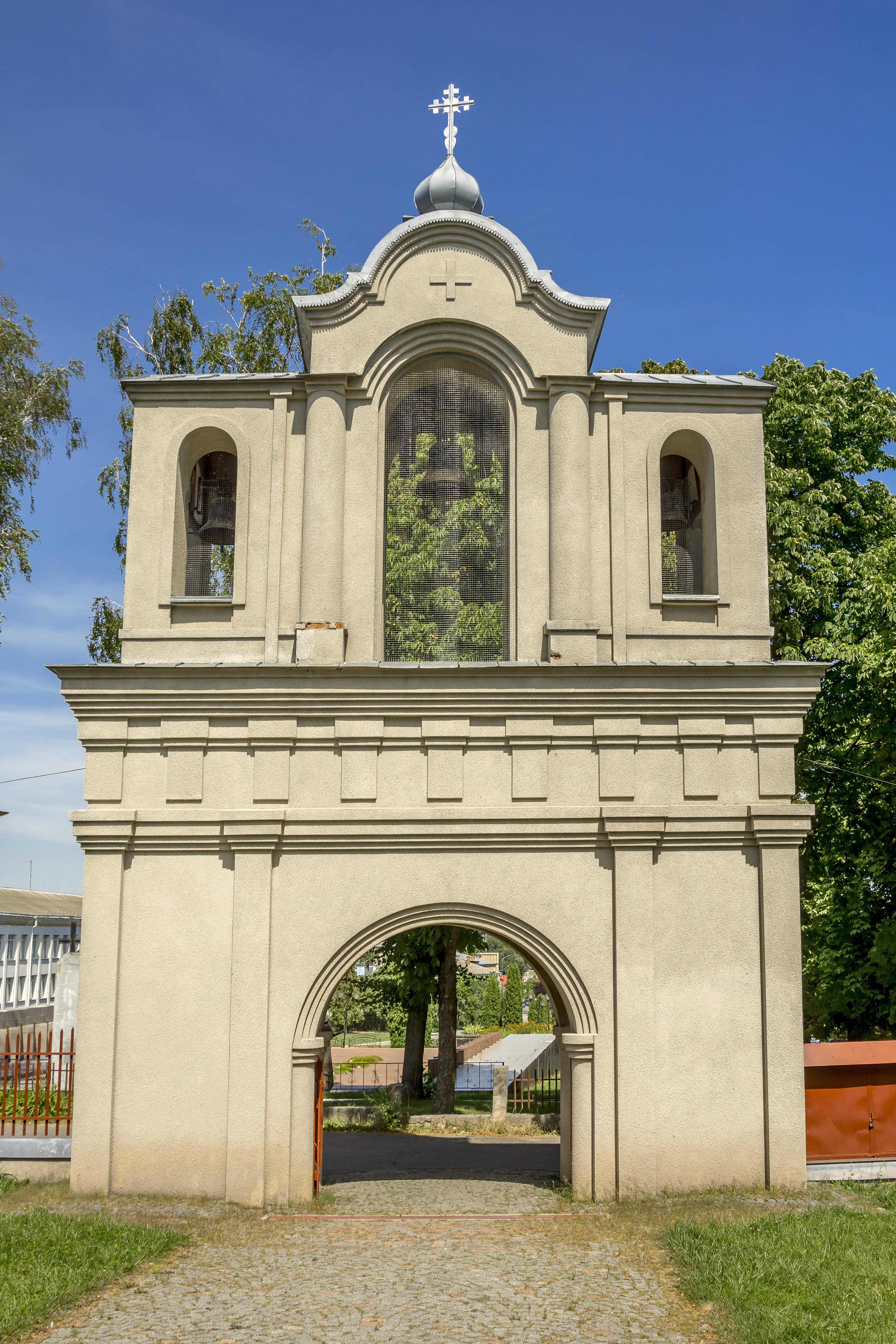
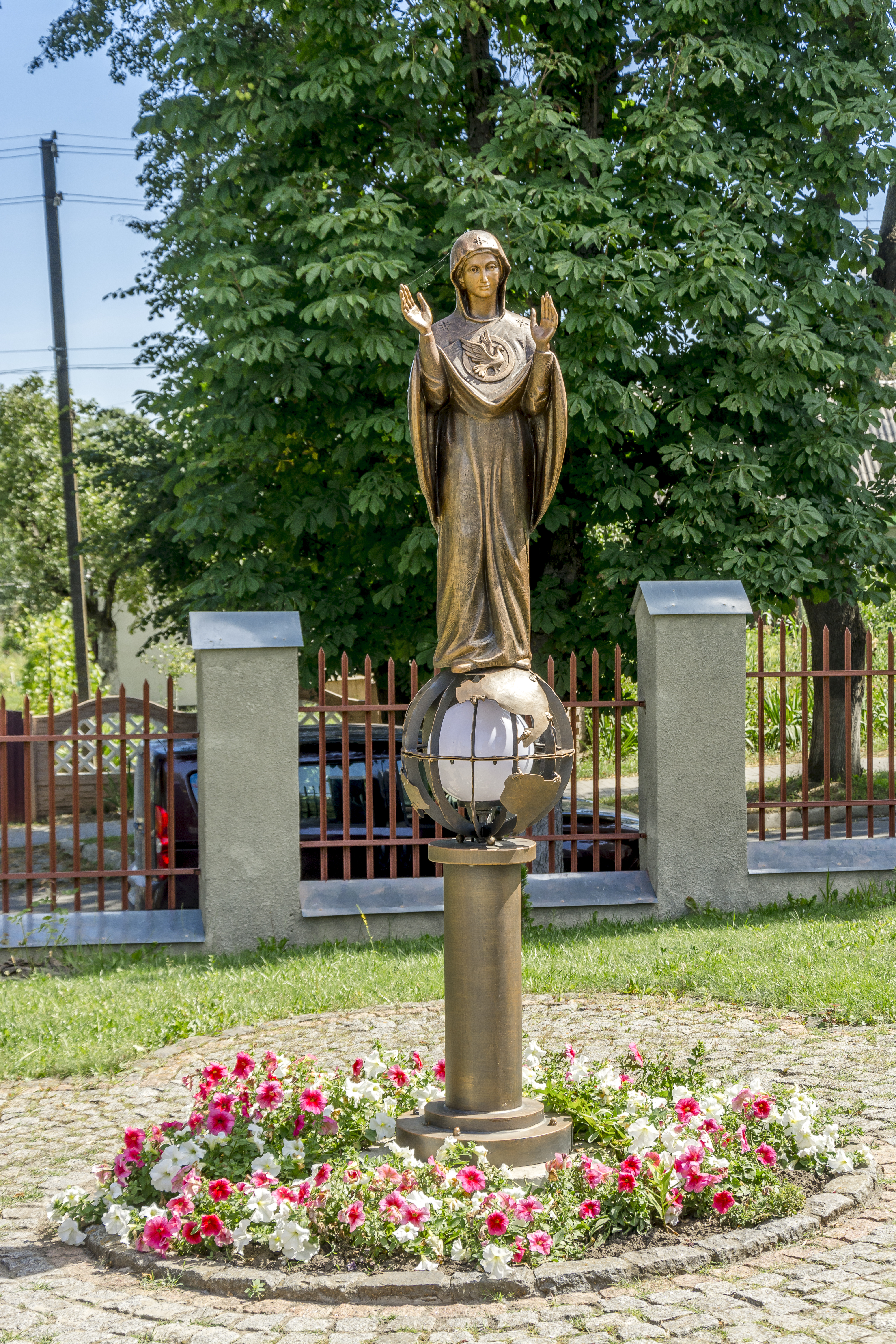
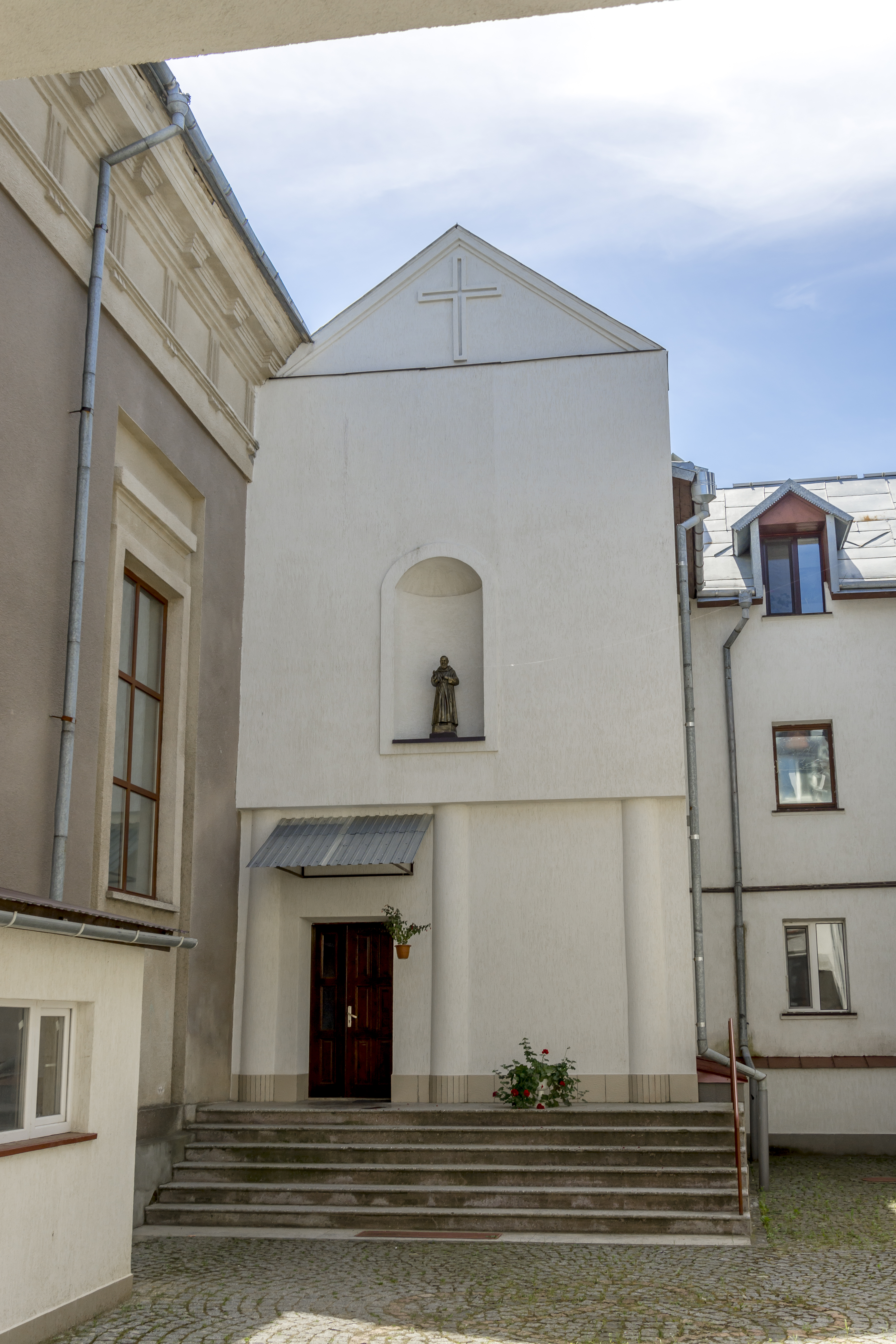
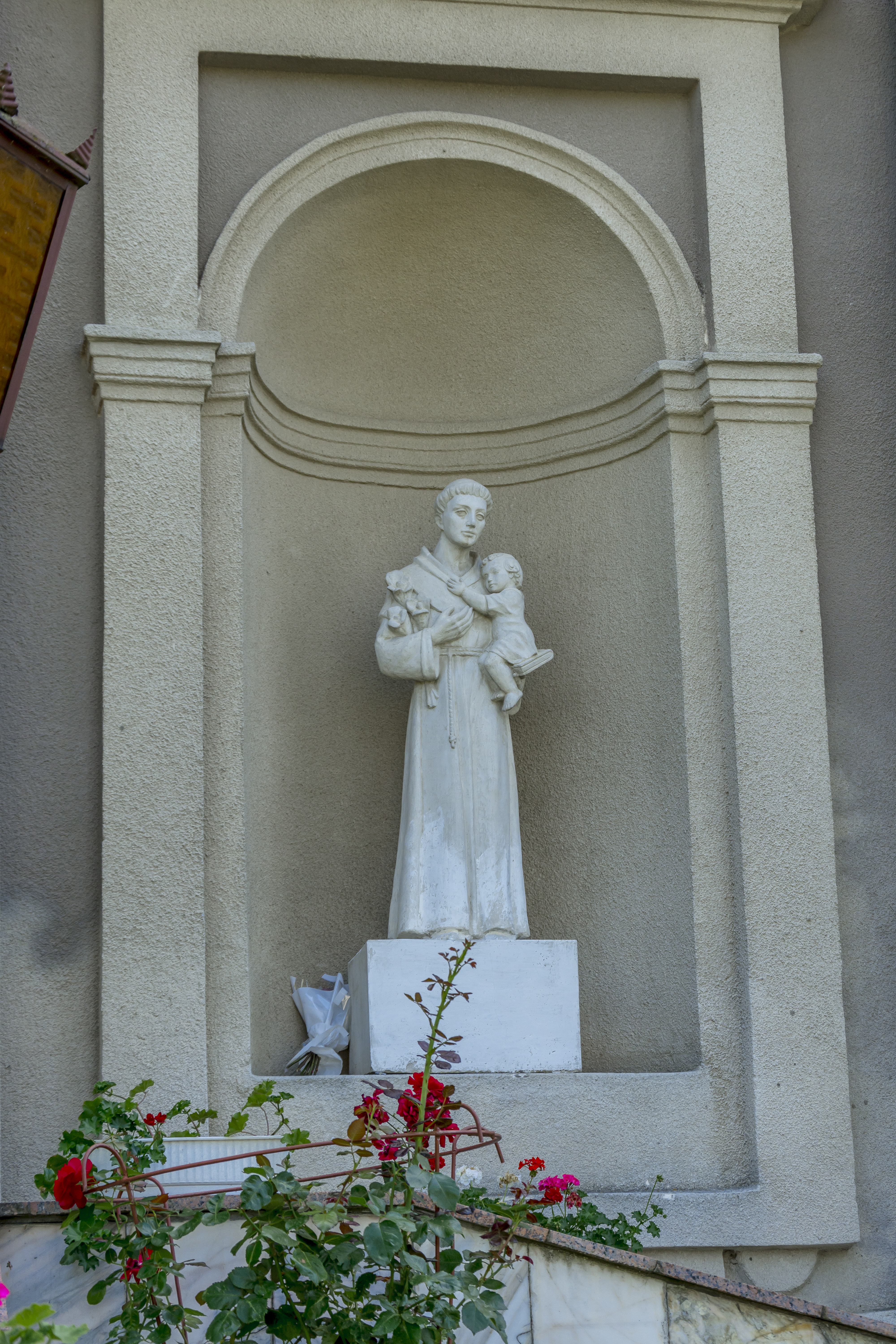
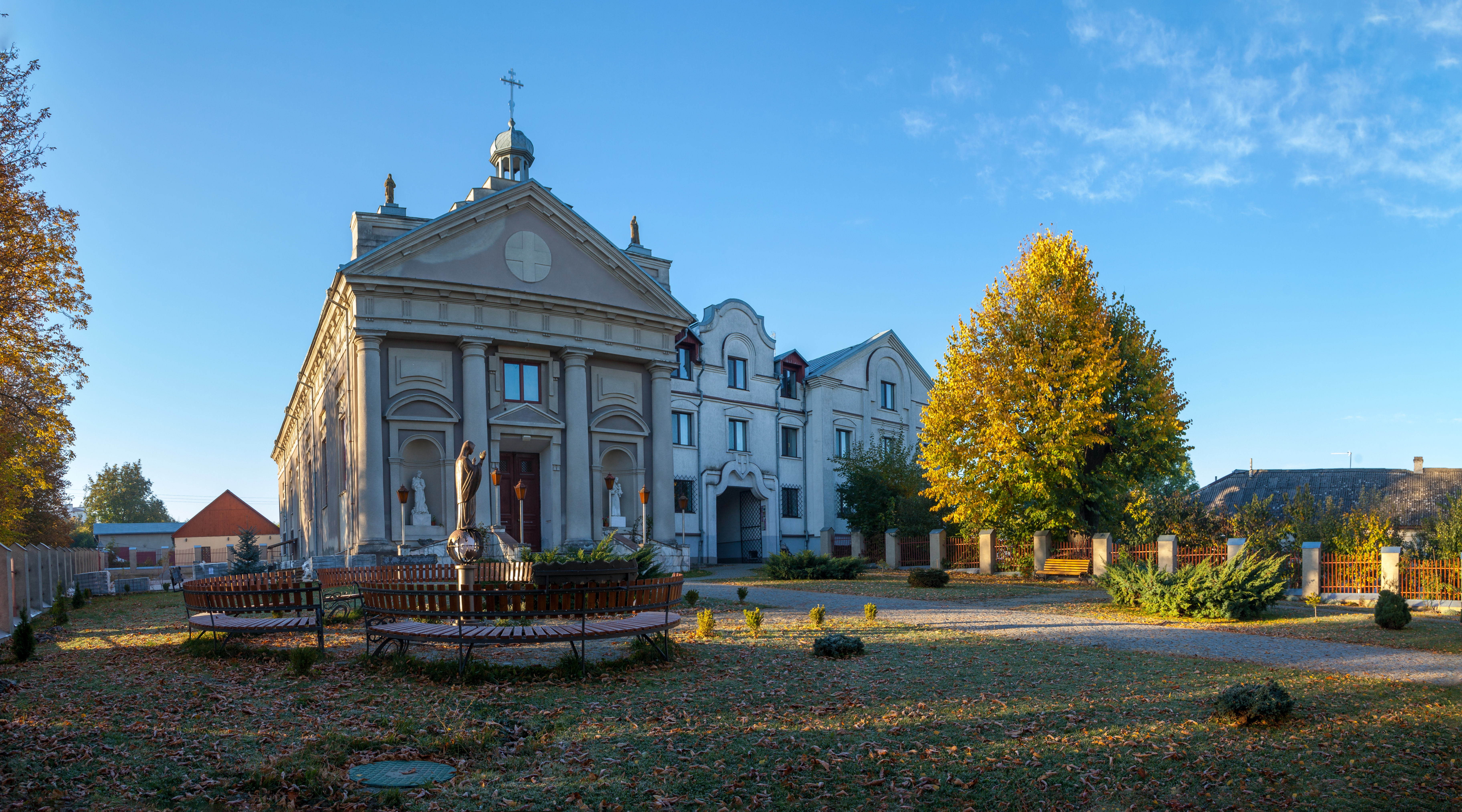

## Архітектура
Костел побудований у класичному стилі. Його архітектура виразна і гармонійна. Головний фасад симетричний, вирішений у вигляді приставного портика тосканського ордеру. Чотири колони несуть широкий антаблемент з тригліфами на фризі і трикутний фронтон, в тимпані якого розташована рельєфна композиція у вигляді хреста, вписаного в коло. Центральна частина фасаду акцентована вхідним порталом з трикутним сандриком і прямокутним вікном над ним. В бічних частинах розміщені едикули, вище яких — лучкові сандрики. Продовжуючи лінію стіни, вище фронтону виступає ступінчастий аттик, центральна частина якого увінчана сигнатуркою з хрестом, а на бічних встановлені вази у формі літургійних келихів.
У період радянської влади костел зазнав змін: зник руст першого поверху, дах змінив форму, до головного входу прибудували сходи. Зараз з обох боків від центрального входу встановлено дві кам'яні статуї. На костелі з'явився металевий хрест і дві невеликі скульптури, а у бокових стінах — вікна, прикрашені кольоровими мозаїками. В середині храму розміщено дерев'яний іконостас.